# Unreal (videogioco 1990)
Unreal è un videogioco sviluppato da Ordilogic Systems e pubblicato da Ubisoft nel 1990 per piattaforma Amiga e nel 1991 per Atari ST e MS-DOS. Il gioco mischia due generi: in alcuni livelli il giocatore comanda un drago in uno sparatutto a scorrimento tridimensionale mentre in altri impersonifica un barbaro in un classico videogioco a piattaforme.

## Trama
Un creatore di nome Sleeper si è risvegliato e ha spedito il suo servo Fragor su un mondo fantastico denominato Unreal per creare la vita, accompagnato da due "guardiani", uno buono ed uno cattivo. Mentre si avvicina al pianeta, Fragor viene colpito da una cometa ed i guardiani al seguito si liberano e iniziano a combattere caoticamente e senza controllo su Unreal. Nel frattempo nascono due esseri umani, Isolde e Artagan. Uno dei loro migliori amici è un drago, che quotidianamente viene a trovarli. Un giorno però il drago non arriva ed Isolde si muove alla sua ricerca, finendo però catturata da una forza maligna che si innamora di lei. Quando si accorgono della sua sparizione, Artagan e il drago partono sulle tracce di Isolde. Il giocatore pilota, nel corso del gioco, sia Artagan che il drago che lo accompagna, a seconda del livello da affrontare.

## Modalità di gioco
Il gioco permette al giocatore di cimentarsi in 2 generi distinti. In alcuni livelli il giocatore comanda il drago che porta sul dorso Artagan, e con esso si muove in un ambiente 3D dovendo evitare ostacoli e sparando fiamme ai nemici che occasionalmente si parano sul percorso. Quando invece comanda Artagan direttamente, il giocatore si trova in classici livelli in cui il personaggio deve saltare per passare ostacoli, uccidere i nemici e risolvere alcuni enigmi. Artagan è dotato di una spada con la quale può interagire, seppur limitatamente, con l'ambiente che lo circonda: la spada può essere "caricata" dei poteri di alcuni oggetti, ad esempio passandola sul fuoco essa diventa fiammeggiante. Le caratteristiche che acquisisce servono al personaggio per affrontare alcuni ostacoli o alcuni nemici.

## Sviluppo
Il codice originale della versione per Amiga è stato scritto da Yann Robert e Yves Grolet, la grafica da Frank Sauer e Marc Albinet, la musica da Maniacs of Noise. Per la copertina del gioco e per l'immagine iniziale del gioco è stata utilizzata una grafica di Tim White intitolata Lord of the Spiders e utilizzata per illustrare un omonimo racconto di Michael Moorcock, inserito nel libro intitolato Warrior of Mars che utilizza la stessa copertina.
Gli stessi sviluppatori, sotto il nome di Art & Magic, hanno successivamente sviluppato il videogioco Agony, che inizialmente avrebbe dovuto essere il seguito di Unreal.